# جورج يوليوس إنغلمان
جورج يوليوس إنغلمان (بالإنجليزية: George Julius Engelmann)‏ هو طبيب توليد ‏ وكاتب وطبيب أمريكي، ولد في 2 يوليو 1847 في سانت لويس في الولايات المتحدة، وتوفي في 16 نوفمبر 1903 في ناشوا في الولايات المتحدة.